# 灰頭裸胸鱔
灰頭裸胸鱔，又稱灰頭裸胸鯙，為輻鰭魚綱鰻鱺目鯙亞目鯙科的其中一種，分布於西印度洋的阿曼灣海域，棲息深度可達6公尺，體長可達40.7公分，為底棲性魚類，生活在礁石區，屬肉食性，生活習性不明。

## 擴展閱讀
1. ↑  Smith, D.G.; McCosker, J.; Tighe, K. . The IUCN Red List of Threatened Species. 2019, 2019: e.T195729A2409203  [19 November 2021]. doi:10.2305/IUCN.UK.2019-1.RLTS.T195729A2409203.en .

 維基物種上的相關：灰頭裸胸鱔